# The Complete Limelight Sessions
 (mai 2021).
Si vous disposez d'ouvrages ou d'articles de référence ou si vous connaissez des sites web de qualité traitant du thème abordé ici, merci de compléter l'article en donnant les références utiles à sa vérifiabilité et en les liant à la section « Notes et références ».
Albums de Shania Twain
 Come on Over   Up!
The Complete Limelight Sessions est un album de Shania Twain sorti en 2001.

## Liste des titres
Les titres de cet album sont :
| No  | Titre                                  | Durée |
| --- | -------------------------------------- | ----- |
| 1.  | It's Alright                           | 3:24  |
| 2.  | Love                                   | 2:40  |
| 3.  | All Fired Up, No Place to Go           | 3:19  |
| 4.  | The Heart is Blind                     | 3:42  |
| 5.  | For the Love                           | 2:48  |
| 6.  | Wild and Wicked                        | 3:33  |
| 7.  | I Ain't Gonna Eat Out My Heart Anymore | 3:20  |
| 8.  | Send it With Love                      | 3:55  |
| 9.  | Half-Breed                             | 2:52  |
| 10. | Hate To Love                           | 4:01  |
| 11. | Bite My Lip                            | 2:45  |
| 12. | Two Hearts One Love                    | 3:44  |
| 13. | Rhythm Made Me Do It                   | 3:51  |
| 14. | Luv Eyes                               | 3:34  |
| 15. | Lost My Heart                          | 4:26  |
| 16. | Don't Give Me That                     | 3:47  |
| 17. | It's Alright (Edited Club Mix)         | 3:40  |
| 18. | The Heart Is Blind (Single Version)    | 4:14  |